# Clewiston
Clewiston város az Amerikai Egyesült Államok Florida államában, Hendry megyében. Lakosainak száma 7327 fő (2020. április 1.).

## Népesség
A település népességének változása:

| 2010 | 7 155 |
| 2020 | 7 327 |